# スーパーミドル級
スーパーミドル級（スーパーミドルきゅう、英: super middle weight）は、ボクシングで用いられる階級の1つ。ミドルは「中間」のこと。

## ボクシング
プロボクシングでの契約ウェートは、160 - 168ポンド (72.575 - 76.204kg) 。ミドル級とライトヘビー級の間の階級で、全17階級中4番目に重い階級。1984年設置。
アマチュアではこの階級に相当する階級は存在せず、ライトヘビー級に属する。
初代世界王者はWBA(1987年から)は朴鐘八（韓国） 、WBC(1988年から)はシュガー・レイ・レナード（アメリカ合衆国）。
この階級の世界王座防衛最多記録はスベン・オットケ（ドイツ / IBF）、ジョー・カルザゲ（イギリス / WBO）の21度。またサウル・アルバレス（メキシコ）が史上7人目となる主要4団体王座統一をこの階級で達成。
プロボクシングでは2009年–2011年の間で行われたSuper Six World Boxing Classic、2017年–2018年の間で行われたWorld Boxing Super Seriesシーズン1のトーナメント戦がこの階級で行われた。
JBCでは2009年9月度より空位のランキングとして新設されたが、2011年8月度に三浦広光が初めて日本ランク入りした。2023年6月10日、野中悠樹と帝尊康輝の間で初代日本王座決定戦が行われ、勝利した帝尊が初代日本王者となった。2023年現在、日本のジム所属選手からは田島吉秋、西澤ヨシノリ、清田祐三がこの階級の世界王座に挑戦しているが、世界王者は生まれていない。

## 総合格闘技
総合格闘技での契約ウェートは、185 - 195ポンド (83.9146 - 88.4505kg) 。ミドル級とライトヘビー級の間の階級であり、全14階級中5番目に重い階級。2017年7月26日にボクシング・コミッション協会によって規定された。
UFC等のメジャー団体ではスーパーミドル級を設置していない。

## ムエタイ
ムエタイでの契約ウェートは、160 - 168ポンド (72.575 - 76.204kg) 。ミドル級とライトヘビー級の間の階級であり、全19階級中6番目に重い階級。世界ムエタイ評議会により規定されている。